# Aloyzas Kveinys
Aloyzas Kveinys   (Vílnius, 9 de juliol de 1962 - 26 de juliol de 2018) fou un jugador d'escacs lituà que el 1992 va obtenir el títol de Gran Mestre.
A la llista d'Elo de la FIDE del febrer de 2016, hi tenia un Elo de 2524 punts, cosa que en feia el jugador número 4 (en actiu) de Lituània. El seu màxim Elo va ser de 2565 punts, a la llista del juliol de 2004.

## Resultats destacats en competició
Kveinys ha estat quatre cops campió de Lituània, els anys 1983 (empatat amb Eduardas Rozentalis), 1986, 2001 (empatat amb Šarunas Šulskis) i 2008.
El juny de 2015 fou segon al torneig round-robin de Riga, per sota d'Ottomar Ladva.

### Participació en olimpíades d'escacs
Kveinys ha participat, representant Lituània, en vuit Olimpíades d'escacs entre els anys 1992 i 2008 (dos cops com a 1r tauler), amb un resultat de (+29 =45 –23), per un 53,1% de la puntuació. El seu millor resultat el va fer a l'Olimpíada del 2006 en puntuar 8 de 12 (+4 =8 -0), amb el 66,7% de la puntuació, amb una performance de 2588.